# Eriksdalinjärvi
Eriksdalinjärvi är en sjö i Borgå stad i Finland.   Den ligger i landskapet Nyland, i den södra delen av landet, 50 km nordost om huvudstaden Helsingfors. Eriksdalinjärvi ligger 37 meter över havet. I omgivningarna runt Eriksdalinjärvi växer i huvudsak blandskog. Arean är 12,7 hektar och strandlinjen är 1,63 kilometer lång. Sjön  ingår i Illbyåns huvudavrinningsområde. 